# Сальм-Сальм, Николаус Леопольд фон
Николаус Леопольд фон Сальм-Сальм (Зальм-Зальм; нем. Nikolaus Leopold zu Salm-Salm; 25 января 1701, Нанси — 4 февраля 1770, Хогстратен, Антверпен) — немецкий аристократ, владетельный князь, австрийский (священно-римский) фельдмаршал (1754).

## Биография
Родился в 1701 году в Нанси в старинной аристократической семье, члены которой носили только ей присущий титул диких и рейнских графов (вильдграф унд рейнграф). Среди прочего, семья владела дворцом в Брюсселе, Австрийские Нидерланды (ныне — Бельгия, дворец не сохранился). 
25 марта 1719 года, в возрасте 18 лет, Николаус Леопольд женился на своей родственнице Доротее Франциске Агнессе фон Сальм (1702–1751). Она была старшей дочерью главы старшей ветви рода Сальмов, принца Людвига Отто фон Сальма (1674—1738), не имевшего сыновей. Людвиг Отто хотел, чтобы его состояние, через брак дочери, осталось, по крайней мере, в семье Сальмов и не ушло на сторону. После смерти тестя (1738), Николаус унаследовал огромное состояние старшей ветви Сальмов, прибавив его к и без того немалому своему. 
К середине 1740-х годов Николаус Леопольд носил титулы:
- Князь Сальм
- Князь Сальм-Сальм
- герцог Хогстратен
- Вильдграф унд Рейнграф

Как суверенный правитель, он управлял двумя микрогосударствами: графством Сальм и княжеством Сальм-Сальм, а кроме того, обладал землями и дворцами на территории Франции, Германии и Бельгии. Основной резиденцией Николауса Леопольда являлся расположенный в Вестфалии вассершлос Анхольт.
В 1733 году, с началом Войны за польское наследство, Николаус, по призыву австрийского императора, на собственные средства сформировал полк численностью 2300 человек. Вплоть до 1769 года полк именовался полком Сальма, после чего был переименован в 14-й пехотный полк австрийской армии.
В 1751 году Николаус Леопольд отказался от своих наследственных притязаний на Лотарингию, урегулировав тем самым давний спор с королём Франции Людовиком XV. Взамен король Франции признавал полный суверенитет Николауса Леопольда, за которым стоял влиятельный венский двор, на княжество Сальм, окружённое к тому моменту со всех сторон территорией Франции.
Имея от первого брака 18 детей (не все из которых дожили до взрослого возраста), Николаус после смерти первой жены (1751) в 1753 году женился вторично — на её сестре, принцессе Кристине Агнессе Луизе фон Сальм (1707—1775), вдове принца Йозефа Гессен-Ротенбургского (1705–1744). Жениху было 52 года, тогда как невесте — 46. Детей во втором браке не было. 
В 1754 году император Австрии произвёл Николауса в фельдмаршалы и назначил губернатором Антверпена.

### Спор о наследстве
По не вполне понятным причинам, старший сын Людвига Николауса, Людвиг Карл Отто фон Сальм-Сальм (1721—1778) принял духовный сан против воли отца. Это заставило Николауса опасаться, что после его смерти все семейные богатства отойдут католической церкви. Чтобы предотвратить столь страшный исход, Николаус составил завещание, в котором отписал всё второму сыну, Максимиллиану Фридриху Эрнсту (1732—1773). 
Однако, спустя несколько лет после смерти отца, его старший сын в 54 года сложил с себя духовный сан и женился на 28-летней графине. После этого он предъявил своему младшему брату права на наследство. 
Спор, в который были вовлечены император Австрии, король Франции и многочисленные родственники Сальмов, сопровождался судебными тяжбами и насилием, включая захват резиденции одного из братьев в Сеноне (ныне — Франция) вооружёнными сторонниками противоположной стороны.
В конечном итоге, в 1771 году братья подписали досудебное соглашение в Париже, получившее название «братский мир». Согласно «братскому миру», Максимиллиан сохранил за собой титул герцога Хогстратена и связанные с ним владения, тогда как остальное имущество семьи получил старший сын. 
Людвиг Отто скончался в 1773 году, Максимиллиан Фридрих Эрнст — в 1778 году. Поскольку из них двоих только младший брат оставил наследников, то его старший сын и унаследовал у обоих — отца и дяди, всё их имущество, немалая часть которого была вскоре реквизирована Францией по случаю революции.